# Hüttenbach (Naturschutzgebiet)
Koordinaten: 50° 20′ 15″ N, 12° 25′ 42″ O
Das Naturschutzgebiet Hüttenbach liegt im Vogtlandkreis in Sachsen. Es erstreckt sich südwestlich von Klingenthal und südlich des Klingenthaler Ortsteils Zwota. Nördlich des Gebietes fließt die Zwota und verläuft die B 283, unweit östlich verläuft die Staatsgrenze zu Tschechien. Nordöstlich erstreckt sich das etwa 15,2 ha große Naturschutzgebiet (NSG) Zauberwald und südwestlich das etwa 8,7 ha große NSG Landesgemeinde.

## Bedeutung
Das rund 42,9 ha große Gebiet mit der NSG-Nr. C 46 wurde im Jahr 1994 unter Naturschutz gestellt.